# Hyundai Steel

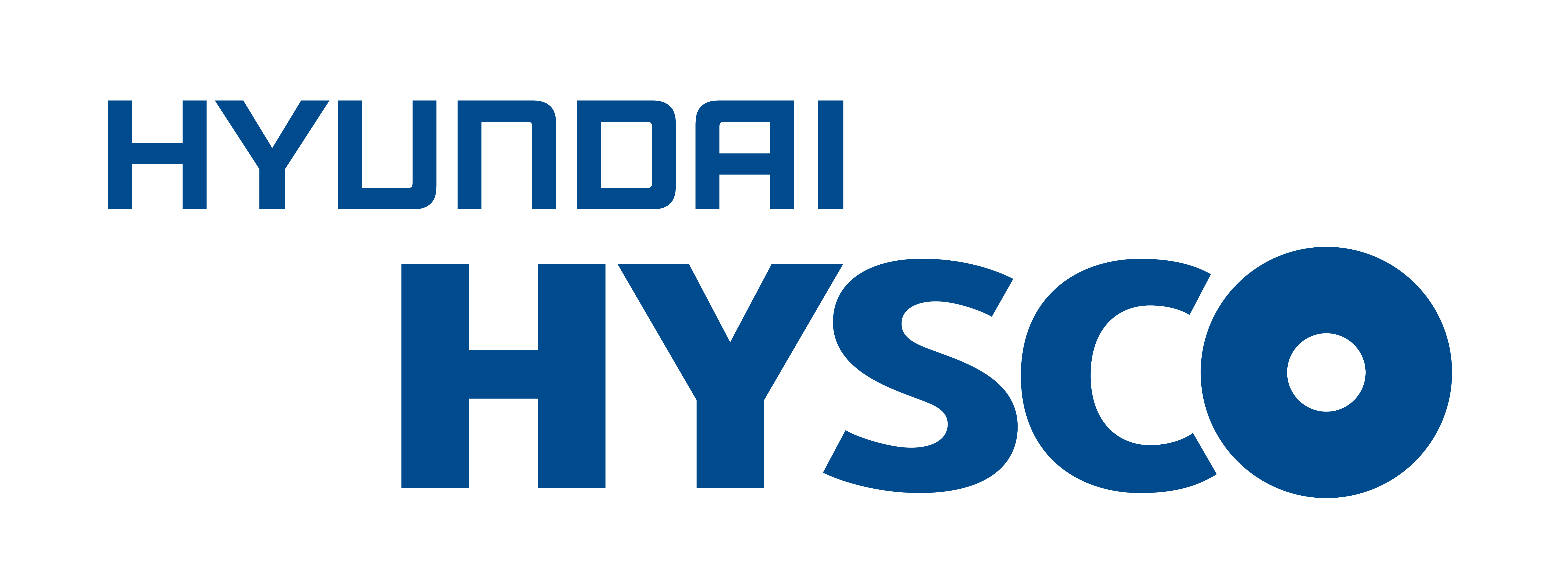
Logo der ehemaligen Hyundai Hysco

Hyundai Steel ist ein stahlerzeugendes Unternehmen aus Südkorea mit Sitz in der Hauptstadt Seoul, Teil der Hyundai Motor Group und einer der weltgrößten Stahlhersteller.

## Geschichte
Das Unternehmen wurde 1953 als Korea Heavy Industry Corporation gegründet und ist damit der älteste Stahlproduzent Koreas. Eine Umfirmierung zu Incheon Heavy Industry Company erfolgte 1962. Im April 1970 kam es zur Fusion der Incheon Heavy Industry Company mit Incheon Steel, einem Stahlproduzenten, der 1964 gegründet worden war. Im Jahr 1978 übernahm die Hyundai Group das fusionierte Stahlunternehmen Incheon Steel und integrierte es in den Konzern. Neun Jahre später, 1987, wurde ein Börsengang initiiert, in dessen Folge Hyundai einen Teil seiner Kapitalbeteiligung abstieß. Nach der Übernahme zweier Wettbewerber auf dem südkoreanischen Stahlmarkt wurde das Unternehmen 2001 zu einer Tochtergesellschaft der Hyundai Motor Group, der Automobiltochter der Hyundai Group, welche in den 1990er Jahren vom Konglomerat abgetrennt wurde. Im selben Jahr erfolgte eine abermalige Umfirmierung in INI Steel Company. Die Firma Hyundai Steel Company wurde schließlich 2006 angenommen. 2015 fand eine vollständige Verschmelzung des Stahlunternehmens Hyundai Hysco aus Ulsan, ebenfalls eine Tochter der Hyundai Motor Group, auf Hyundai Steel statt.
Der Hauptfokus des Produktprogramms liegt auf Produkten für die Anwendung im Automotive-Bereich. So zählen beispielsweise Tailored Blanks für den Karosseriebau zum Produktangebot. Neben Bandstahlcoils für die Automobil- und Bauindustrie, sowie den Schiffbau werden auch H-Träger produziert, die ausschließlich im Bauhauptgewerbe und im Schiffbau verwendet werden.
Nach Angaben von Worldsteel war Hyundai Steel im Jahr 2017 mit einer Produktionsmenge von 21,23 Millionen Tonnen Stahl der dreizehntgrößte Stahlproduzent der Welt.

## Sport
Hyundai Steel ist der Besitzer des Fußballfranchise Incheon Hyundai Steel Red Angels. Die Red Angels sind südkoreanischer Rekordmeister im Frauenfußball.